# Bambitreffen

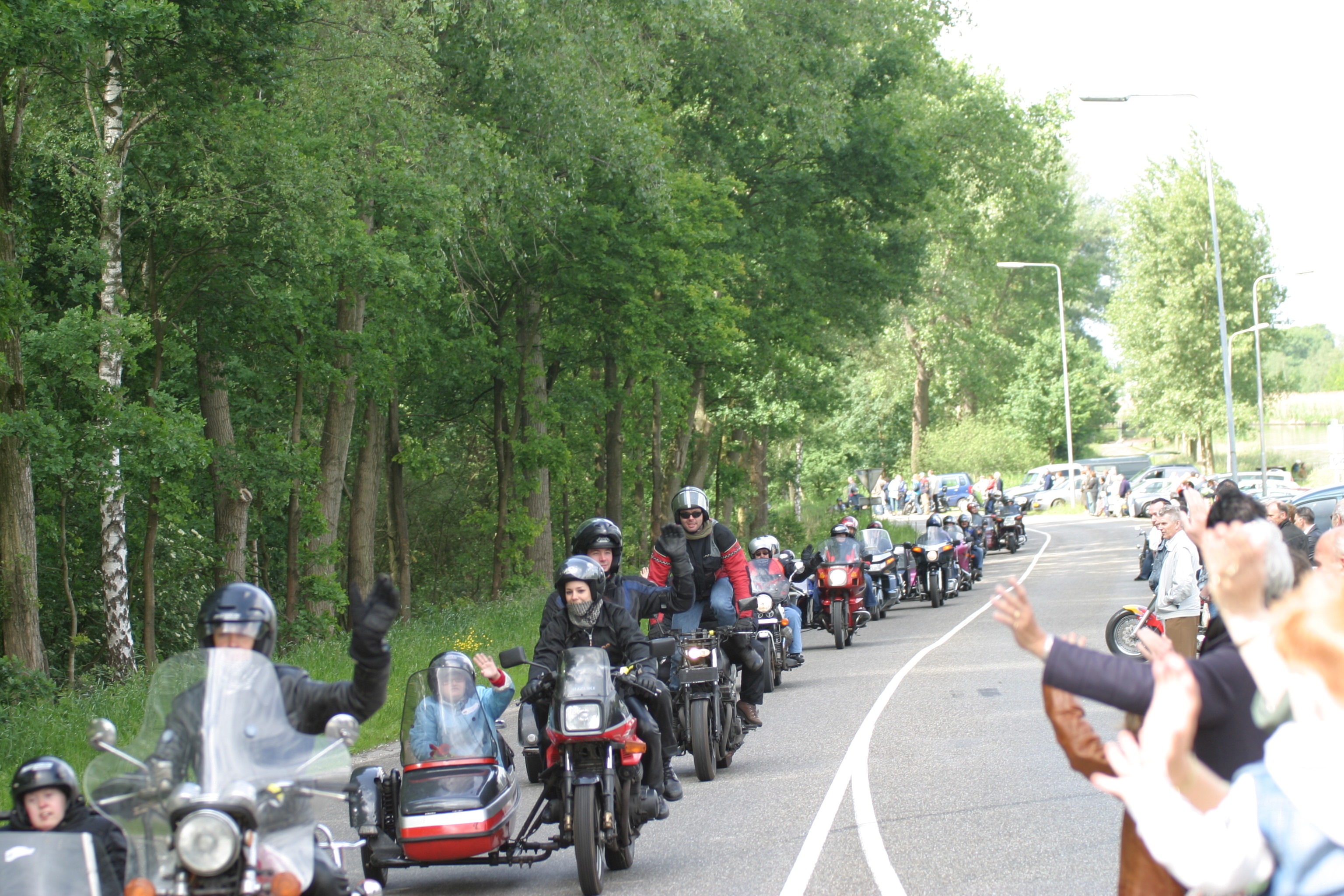
De Bambirit

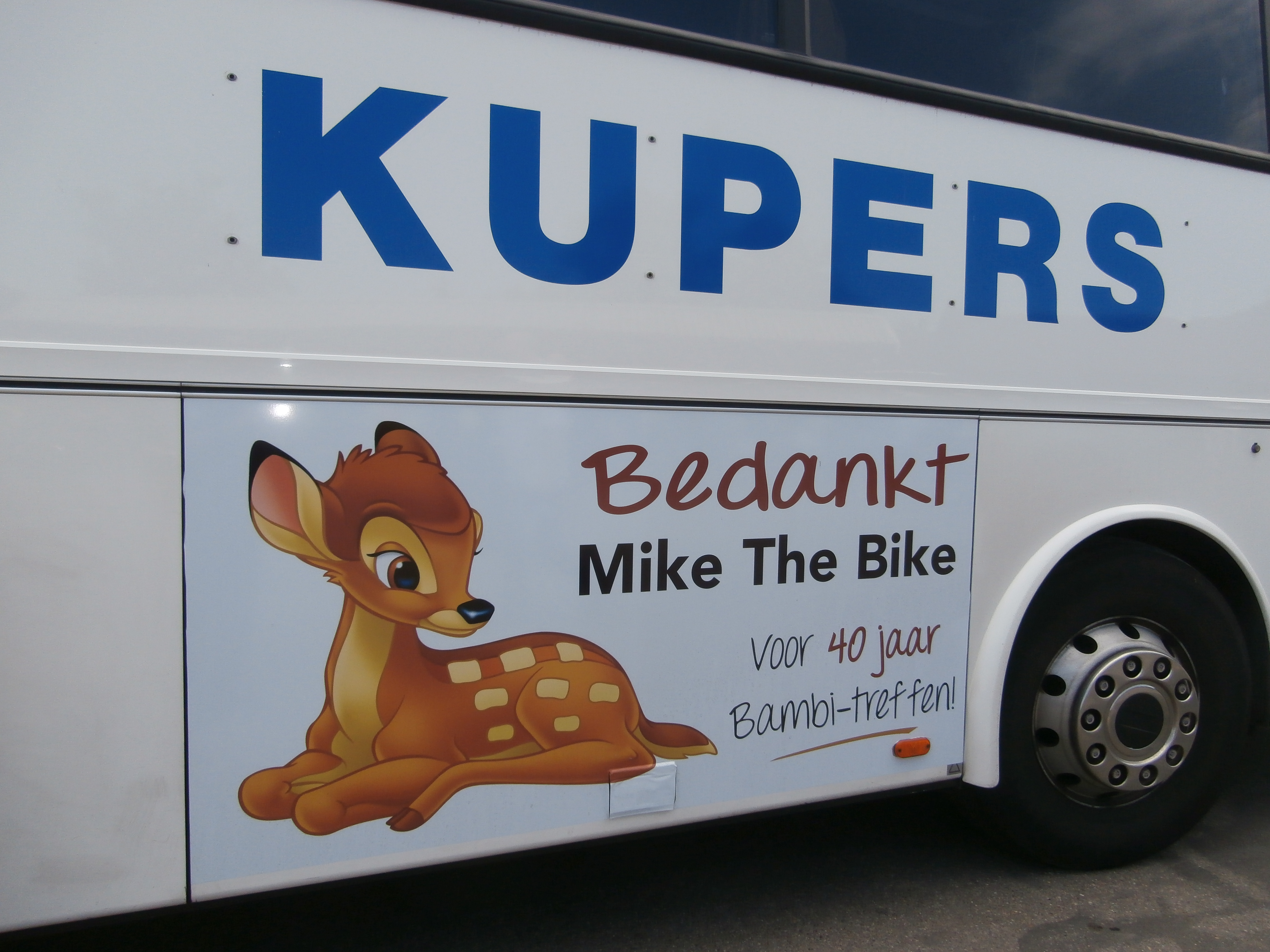
Bedankje van de busonderneming die 40 jaar het vervoer van de cliënten van de Stichting Pergamijn naar het Bambitreffen verzorgde

Het Bambitreffen was een motortreffen dat sinds 1975 werd georganiseerd door Motorsportvereniging Mike the Bike uit Weert. Het vond altijd plaats in het pinksterweekend. 
Het was met ca. 1.200 deelnemers een van de oudste grote motortreffens in Nederland. De namen "Bambitreffen" en "Bambirit" zijn afgeleid van de "Jumborun", een toertocht met gehandicapten en moeilijk lerende kinderen in de omgeving Arnhem-Nijmegen. Omdat de opzet in Weert kleiner zou worden werd de naam van een kleiner diertje gekozen: Bambi. 
Het Bambitreffen begon altijd op vrijdag voor Pinksteren en eindigde op 2e pinksterdag. Deelname was mogelijk voor motorrijders, zijspanrijders en trikers. 
Op 1e pinksterdag vonden traditioneel 2 toertochten (de Bambiritten) plaats, waarbij bewoners van de Stichting Pergamijn (Echt) werden meegenomen in bussen en zijspannen. Uniek was echter dat het Bambitreffen geen zijspantreffen was, maar dat ook solo-rijders en trikes welkom waren en ook in deze toertochten mochten meerijden. Dit vormde, samen met politie, ambulance en bezemwagens een stoet van ca. 7 km.
In 2014 bestond Motorsportvereniging Mike the Bike 40 jaar en werd ook het 40e Bambitreffen georganiseerd. De vereniging had nog een groot aantal leden, maar door de vergrijzing werd het steeds moeilijker het Bambitreffen in eigen beheer te organiseren. Daarom werd in april 2014 besloten dat het 40e Bambitreffen het laatste zou zijn. 

## MSV Mike the Bike

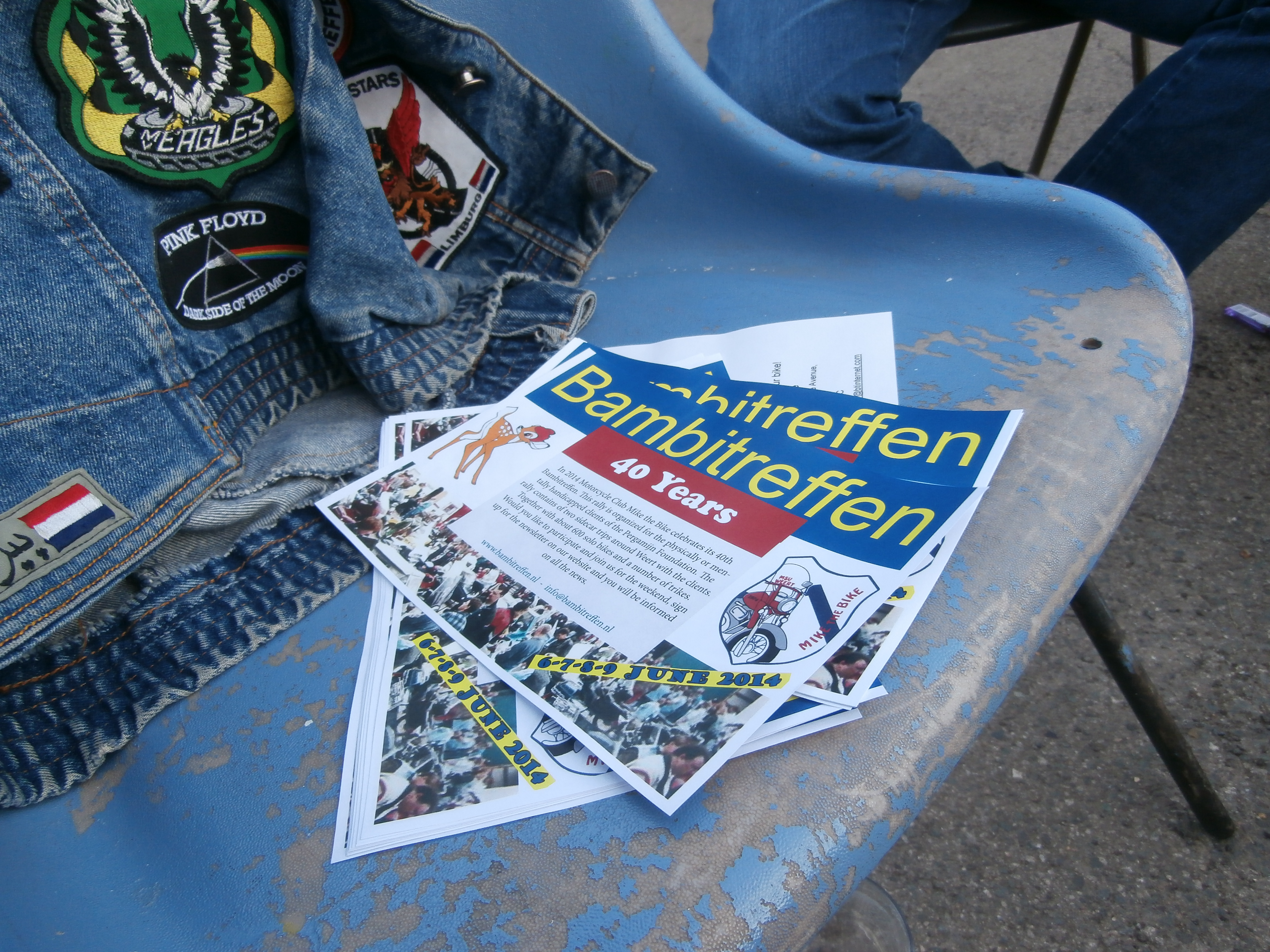
flyeren voor het Bambitreffen tijdens de Britse Pilgrims Rally in Maldon (Essex)

Motorsportvereniging Mike the Bike werd op 2 maart 1974 opgericht in café "Mike the Bike" in Weert. De naam refereerde aan de bijnaam van coureur Mike "the Bike" Hailwood. Het was toen nog een supportersclub van de Weerter motorcoureur Rob Bergman. Al na enkele maanden bleek dat de contributie van de leden niet voldoende zou zijn om echt steun te geven aan Bergman, en men besloot de vereniging om te bouwen naar een toerclub. Nog in hetzelfde jaar besloot men om een eigen motortreffen te gaan organiseren, met als sociaal aspect twee ritten met bewoners van de Stichting Pepijn (tegenwoordig "Pergamijn") in Echt. Om een financiële basis voor dit treffen te verkrijgen werd ook al een motorshow georganiseerd. Enigszins tot haar eigen verbazing kreeg de vereniging toestemming het treffen te organiseren op het landgoed "Les Beau Champs" (bijgenaamd "D'n Advekaot") van de familie Cuijpers. Ondanks het feit dat hier ook het straalbedrijf van de familie was gevestigd, had men het vertrouwen hier 1.200 motorrijders te laten kamperen en feesten.
De vereniging organiseerde voor haar leden toertochten, oriëntatieritten, dobbelritten en puzzelritten, maar ook het Bambitreffen bleek een schot in de roos. Doordat ook solorijders welkom waren, kwamen veel zijspanrijders die bij andere gehandicaptenritten zonder hun eigen clubleden moesten komen, nu in clubverband, waardoor het treffen al in de eerste jaren maximaal gevuld was. Bovendien kweekten de "Bambiritten" veel goodwill bij de bevolking van Weert en omgeving. Het werd een Weerter evenement waarbij veel publiek kwam kijken. Het geld dat door een loterij tijdens het Bambitreffen werd opgebracht werd ook weer besteed aan mensen met een beperking: PSW Vrije Tijd en Huize St. Joseph in Heel. In 1994 mocht voorzitter Heinie van Lierop daarom de "Jan van der Croon-eremedaille" ontvangen. Deze medaille werd uitgereikt aan personen met bijzondere maatschappelijke, sociale of culturele verdiensten.